# Fugl Føniks
 "Føniks" omdirigeres hertil. For andre betydninger af Føniks, se Føniks (flertydig).
Fugl Føniks er et fabeldyr fra mytologien, hvor den er et symbol på genfødslen. Den forekommer også hos de gamle grækere, romere og ægyptere. Navnet Føniks kommer af græsk phoinix, der betød "purpur", som også er ophav til navnet Fønikien, da indbyggerne netop handlede med det kostbare farvestof.
I senere tolkninger er fuglen også blevet symbol på genopstandelse, udødelighed og liv efter døden. Fuglen lignede en hejre og var ofte motiv på de romerske kejseres mønter. Ifølge sagnet levede kun et enkelt eksemplar af fuglen ad gangen, og den dukkede kun op med mellem 500 og 1.000 års mellemrum. Det gav anledning til en teori om, at der var tale om en komet.
Man sagde om fuglen, at den brændte sig selv i sin rede. På et tidspunkt herefter genopstod den så af sin egen aske og rejste sig højt på himlen. Det bruges i dag i overført betydning, når man taler om fugl Føniks eller Fønix.